# Slag bij Lucofao
De Slag bij Lucofao (of Bois-du-Fays ) was het beslissende gevecht in de burgeroorlog die de Frankische koninkrijken teisterde tijdens en na de regering van Dagobert II (676-679). In deze veldslag versloegen de Neustrische strijdkrachten van Theuderik III en zijn majordomus Ebroin de strijdkrachten van Austrasië onder leiding van de hertogen Pepijn van Herstal en Martin van Laon.

Kaart van de Frankische koninkrijken met de locatie van Latofao (Lucofao), niet ver van de vindplaats Tertry, net binnen de grens van Neustrië.

## Achtergrond
In 673 brak een Neustrische opvolgingsoorlog uit na de dood van koning Chlotharius III. De hofmeier, Ebroin, plaatste de marionettenkoning Theuderik III op de troon, maar de Neustrische aristocraten kwamen in opstand tegen Ebroin en boden de kronen van Neustrië en Bourgondië aan koning Childerik II van Austrasië aan. Laatstgenoemde nam datzelfde jaar de koninkrijken in en nam zowel Ebroin als Theuderik III gevangen, waarmee hij het Frankische koninkrijk tijdelijk herenigde. Childerik II beloofde de magnaten van Neustrië dat hij geen ambtenaren van buiten hun koninkrijk zou aanstellen, maar hij kwam terug op zijn belofte en benoemde Wulfoald tot hofmeier van het hele koninkrijk. Hij en zijn vrouw Bilichild werden in 675 vermoord door opstandige Neustriërs, waarna een burgeroorlog uitbrak. Dagobert II keerde terug uit ballingschap en werd in 676 in Austrasië als koning erkend. Datzelfde jaar wist Ebroin uit zijn opsluiting te ontsnappen, doodde de Neustrische hofmeier Leudesius en plaatste Theuderik III opnieuw op de troon.

## Datum en plaats
De exacte datum van de slag is onbekend. Het vond plaats na de dood van Childerik II in 675 en vóór de dood van Ebroin in 680. Traditioneel wordt gedacht dat de strijd plaatsvond begin 680, na de dood van Dagobert II, die eind 679 stierf (volgens later geschreven martyrologia op 23 december), en vóór de dood van Ebroin, die waarschijnlijk al op 15 mei dood was. De chronologische indicatie is in beide primaire bronnen dezelfde, het Liber Historiae Francorum en het vervolg van de Kroniek van Fredegar: de slag vond plaats "na de dood van Wulfoald en de verdwijning van de koningen". De datum van Wulfoalds dood en de identiteit van de overleden koningen zijn echter onzeker. Geleerden zijn tot verschillende conclusies gekomen. Als Childerik II en Chlothar III (673) bedoeld worden, wat het meest waarschijnlijke lijkt, vond de slag plaats tijdens de regering van Dagobert II in Austrasië. Als daarentegen Childerik II en Dagobert II de koningen zijn waarnaar wordt verwezen, dan is de traditionele datum juist. Paul Fouracre en Richard Gerberding stellen een datum voor in september 679, kort voor de moord op Dagobert.
De plaats van de slag, Lucofao of Locofao, maakt nu deel uit van Sévigny-Waleppe, niet ver van Rethel, in de Ardennen. De naam – in het Frans Bois-du-Fays – komt van het Latijnse lucus fagus, beukenbos. Het toponiem Latofao, van latus fagus, beukenruimte, is er nauw met verwant.

## Veldslag
Zowel de Kroniek van Fredegar als het Liber Historiae Francorum laten er geen twijfel over bestaan dat de slag voor zijn tijd een zeer omvangrijke ontmoeting was. Het was het eerste serieuze gevecht tussen de Franken sinds de burgeroorlog van Brunhilde (gest. 613) en Chlotharius II (gest. 629) drie generaties eerder.
De Austrasiërs onder leiding van Pepijn en Martin begonnen het conflict en “veroorzaakten een oorlog tegen koning Theuderik” in de woorden van Fredegar. Uit de woordkeuze van het Liber Historiae Francorum blijkt dat hun leger voornamelijk uit dienstplichtigen bestond. Dit vergroot de kans dat de slag plaatsvond terwijl Dagobert II nog leefde, aangezien een legitieme Merovingische koning van groot belang was voor het verzamelen van dergelijke legers. In dit geval vocht het leger van Pippijn en Martin feitelijk in naam (en waarschijnlijk in aanwezigheid) van Dagobert II.
Ondanks het feit dat zij de oorlog waren begonnen, werden Pippijn en Martin verslagen door hun Neustriaanse tegenhanger, Ebroin, die zijn overwinning opvolgde door de hele regio te verwoesten. Pepijn en Martin sloegen op de vlucht. Martin zocht zijn toevlucht in Laon, maar Ebroin lokte hem met valse beloftes weg. Hij kwam naar de villa van Ecry (nu Asfeld) voor wat hij kennelijk dacht wat onderhandelingen zouden zijn, maar hij en zijn aanhangers werden vermoord.

## Nasleep
Ebroin kon niet lang van zijn overwinning genieten, want kort daarop, in 680 of 681, werd hijzelf vermoord. Zijn overwinning zorgde er echter voor dat Neustrië een dominante positie kreeg en stelde Theuderik III in staat de koninkrijken te herenigen. Tijdens een daaropvolgende burgeroorlog rond 684 opereerden de Neustriërs diep in het Austrasische gebied in Namen. Achteraf gezien was de slag bij Lucofao een grote tegenslag in het opklimmen van Pepijn en zijn familie, de Pepiniden, naar een vooraanstaande positie in de Frankische koninkrijken. Niettemin herwon Pepijn in de daaropvolgende jaren zijn macht in Austrasië, versloeg de Neustrische hofmeier Berchar in de slag bij Tertry (687) en verenigde het Frankische Rijk weer onder het nominale bewind van Theuderik III. Het Liber Historiae Francorum, dat in 727 vanuit een Neustrisch perspectief werd geschreven, legt meer de nadruk op de Neustrische overwinning bij Lucofao dan op de Austrasische overwinning in de slag bij Tertry (687). De Annales Mettenses Priores, dat werd geschreven als Karolingische (Pippinidische) propaganda, maakt daarentegen zelfs geen melding van de slag bij Lucofao.

## Primaire bronnen
- Liber Historiae Francorum 46.
- Continuato Fredegarii Scholastici Chronico 3.